# Salakthip Ounmuang
Salakthip Ounmuang (thailändisch ทรรศพร นาคหล่อ; * 3. September 2005) ist eine thailändische Tennisspielerin.

## Karriere
Ounmuang spielt bislang vorrangig auf der ITF Women’s World Tennis Tour, wo sie bisher einen Titel im Doppel gewinnen konnte.
2024 erhielt sie Ende Februar bei den Thailand Open, ihrem ersten Turnier auf der WTA Tour mit Partnerin Thasaporn Naklo für das Hauptfeld im Doppel eine Wildcard. Im Einzel erhielt sie ebenso eine Wildcard für die Qualifikation, wo sie ihr Erstrundenmatch gegen Arianne Hartono mit 1:6 und 0:6 verlor. Im Doppel scheiterten sie und Partnerin Thasaporn Naklo ebenfalls bereits in der ersten Runde mit 4:6 und 1:6 an Kamilla Rachimowa und Jana Sisikowa.

### College Tennis
Ab dem Herbst 2024 wird Ounmuang für das Damentennisteam der Sooners der University of Oklahoma spielen.

## Turniersiege

### Doppel
| Nr. | Datum           | Turnier             | Kategorie | Belag     | Partnerin      | Finalgegnerinnen            | Ergebnis  |
| --- | --------------- | ------------------- | --------- | --------- | -------------- | --------------------------- | --------- |
| 1.  | 26. August 2023 | Nakhon Si Thammarat | ITF W15   | Hartplatz | Anchisa Chanta | Gösäl Ainitdinowa Yang Yidi | 7:66, 6:2 |